# Liste der Bürgermeister der Stadt Peking
Die  Liste der Bürgermeister der Stadt Peking gibt einen Überblick über alle Bürgermeister der chinesischen Hauptstadt Peking seit 1912.
| Amtszeit                               | Name            |
| -------------------------------------- | --------------- |
| 15. März 1912 – 24. Dezember 1912      | Ding Naiyang    |
| 24. Dezember 1912 – 19. September 1913 | Zhang Guangjian |
| 16. Oktober 1913 – 23. März 1914       | Wang Zhixin     |
| 23. März 1914 – 26. September 1915     | Shen Jinjian    |
| 26. September 1915 – 3. August 1920    | Wang Da         |
| 3. August 1920 – 18. September 1920    | Wang Hu         |
| 18. September 1920 – 19. Mai 1922      | Sun Zhenjia     |
| 19. Mai 1922 – 5. November 1924        | Liu Menggeng    |
| 5. November 1924 – 31. Dezember 1924   | Wang Zhixiang   |
| 31. Dezember 1924 – 20. Oktober 1925   | Xue Dubi        |
| 20. Oktober 1925 – 4. September 1926   | Liu Ji          |
| 4. September 1926 – 24. September 1927 | Li Yuan         |
| 24. September 1927 – 3. Juni 1928      | Zhang Jixin     |
| Februar 1949 – August 1949             | Ye Jianying     |
| August 1949 – Februar 1951             | Nie Rongzhen    |
| Februar 1951 – Mai 1966                | Peng Zhen       |
| Mai 1966 – April 1967                  | Wu De           |
| 20. April 1967 – 26. März 1972         | Xie Fuzhi       |
| März 1972 – 10. Oktober 1978           | Wu De           |
| 10. Oktober 1978 – Dezember 1979       | Lin Hujia       |
| Dezember 1979 – 25. Januar 1981        | Lin Hujia       |
| 25. Januar 1981 – 24. März 1983        | Jiao Ruoyu      |
| 24. März 1983 – 5. Februar 1993        | Chen Xitong     |
| 5. Februar 1993 – 29. Oktober 1996     | Li Qiyan        |
| 29. Oktober 1996 – 10. Februar 1999    | Jia Qinglin     |
| 10. Februar 1999 – 19. Januar 2003     | Liu Qi          |
| 19. Januar 2003 – 22. April 2003       | Meng Xuenong    |
| 22. April 2003 – 30. November 2007     | Wang Qishan     |
| 30. November 2007 – Juli 2012          | Guo Jinlong     |
| 25. Juli 2012 – 31. Oktober 2016       | Wang Anshun     |
| 31. Oktober 2016 – 27. Mai 2017        | Cai Qi          |
| 27. Mai 2017 – 28. Oktober 2022        | Chen Jining     |
| seit 28. Oktober 2022                  | Yin Jong        |